# Sindaci di Fratta Polesine
Di seguito l'elenco cronologico dei sindaci di Fratta Polesine.

## Regno Lombardo-Veneto (1814-1866)
| Nome                     | Mandato | Mandato | Carica   |
| Nome                     | Inizio  | Fine    | Carica   |
| ------------------------ | ------- | ------- | -------- |
| Vincenzo Zebini          | 1814    | 1815    | Deputato |
| Antonio Zili             | 1815    | 1816    | Deputato |
| Vincenzo Monti           | 1816    | 1816    | Deputato |
| Giovanni Bellettato      | 1816    | 1816    | Deputato |
| Dott. Domenico Santi     | 1822    | 1822    | Deputato |
| Giovanni Bellettato      | 1822    | 1822    | Deputato |
| Antonio Zili             | 1822    | 1822    | Deputato |
| Antonio Delaiti          | 1825    | 1830    | Deputato |
| Bellino Rosati           | 1825    | 1825    | Deputato |
| Dott. Giacomo Santi      | 1826    | 1830    | Deputato |
| Antonio Zili             | 1826    | 1826    | Deputato |
| Girolamo Condet          | 1826    | 1826    | Deputato |
| Domenico Davì            | 1827    | 1827    | Deputato |
| Antonio Poli             | 1827    | 1827    | Deputato |
| Bellino Rosati           | 1829    | 1829    | Deputato |
| Antonio Monti            | 1830    | 1830    | Deputato |
| Dott. Giacomo Santi      | 1832    | 1833    | Deputato |
| Luigi Sparesato          | 1832    | 1832    | Deputato |
| Luigi Giovanninetti      | 1833    | 1833    | Deputato |
| Antonio Monti            | 1833    | 1833    | Deputato |
| Bellino Rosati           | 1833    | 1833    | Deputato |
| Luigi Giovanninetti      | 1835    | 1839    | Deputato |
| Dott. Giacomo Santi      | 1835    | 1836    | Deputato |
| Antonio Monti            | 1835    | 1835    | Deputato |
| Antonio Delaiti          | 1836    | 1836    | Deputato |
| Francesco Vigna          | 1837    | 1838    | Deputato |
| Dott. Giacomo Santi      | 1839    | 1839    | Deputato |
| Angelo Condet            | 1839    | 1839    | Deputato |
| Dott. Giacomo Santi      | 1841    | 1844    | Deputato |
| Luigi Giovanninetti      | 1841    | 1844    | Deputato |
| Angelo Condet            | 1841    | 1842    | Deputato |
| Luigi Broglio            | 1843    | 1844    | Deputato |
| Angelo Condet            | 1846    | 1847    | Deputato |
| Antonio Delaiti          | 1846    | 1847    | Deputato |
| Giovanbattista Campanari | 1847    | 1847    | Deputato |
| Francesco Bombarda       | 1849    | 1849    | Deputato |
| Lodovico Valente         | 1849    | 1849    | Deputato |
| Francesco Monti          | 1849    | 1849    | Deputato |
| Francesco Bombarda       | 1851    | 1853    | Deputato |
| Lodovico Valente         | 1851    | 1853    | Deputato |
| Francesco Moretti        | 1851    | 1853    | Deputato |
| Antonio Delaiti          | 1863    | 1863    | Deputato |
| Carlo Monaco             | 1863    | 1863    | Deputato |
| Angelo Condet            | 1864    | 1864    | Deputato |
| Lodovico Valente         | 1864    | 1864    | Deputato |
| Luigi Broglio            | 1866    | 1866    | Deputato |
| Michele Prendini         | 1866    | 1866    | Deputato |

## Regno d'Italia (1866-1945)
| Nome                    | Mandato           | Mandato         | Carica                  | Note          |
| Nome                    | Inizio            | Fine            | Carica                  | Note          |
| ----------------------- | ----------------- | --------------- | ----------------------- | ------------- |
| Giuseppe Bianchini      | ottobre 1866      | novembre 1870   | Sindaco                 | [ 1 ] [ 2 ]   |
| Giovan Battista Broglio | 1898              | 1904            | Sindaco                 | [ 3 ]         |
| Carlo Finco             | 1904              | 1904            | Sindaco                 | [ 4 ]         |
| Federico Zamboni        | 1904              | 1904            | Sindaco                 | [ 4 ]         |
| Federico Zamboni        | 1908              | 1914            | Sindaco                 | [ 4 ]         |
| Adolfo Monti            | 15 luglio 1914    | ottobre 1919    | Sindaco                 | [ 5 ] [ 6 ]   |
| Giuseppe Bellettato     | 7 ottobre 1920    | aprile 1921     | Sindaco                 | [ 7 ]         |
| Domenico Guerrini       | aprile 1921       | 15 ottobre 1922 | Commissario Prefettizio | [ 7 ]         |
| Gian Carlo Labia        | 15 ottobre 1922   | marzo 1924      | Sindaco                 | [ 8 ] [ 9 ]   |
| Egidio Castiglia        | marzo 1924        | settembre 1924  | Commissario Prefettizio | [ 9 ]         |
| Luigi Menichella        | settembre 1924    | 18 agosto 1925  | Commissario Prefettizio | [ 10 ] [ 9 ]  |
| Gian Carlo Labia        | 23 settembre 1926 | 14 agosto 1931  | Podestà                 | [ 9 ]         |
| Giovanni Cagnoni        | 14 agosto 1931    | 20 agosto 1943  | Podestà                 | [ 9 ]         |
| Lotario Monti           | agosto 1943       | gennaio 1944    | Commissario Prefettizio | [ 10 ] [ 11 ] |
| Primo Zerbinato         | gennaio 1944      | dicembre 1944   | Commissario Prefettizio | [ 11 ]        |
| Vincenzo Tommasone      | dicembre 1944     | marzo 1945      | Commissario Prefettizio | [ 11 ]        |
| Omero Bellinazzi        | marzo 1945        | 22 aprile 1945  | Commissario Prefettizio | [ 11 ]        |

## Periodo costituzionale transitorio (1945-1946)
Il periodo costituzionale transitorio è il periodo compreso fra la caduta del governo fascista di Mussolini, la nascita del Regno del Sud e la scelta della forma repubblicana con il referendum istituzionale e l'elezione dell'Assemblea Costituente.
| N° | N° | Nome                     | Mandato        | Mandato        | Partito                     |
| N° | N° | Nome                     | Inizio         | Fine           | Partito                     |
| -- | -- | ------------------------ | -------------- | -------------- | --------------------------- |
| 1  |    | Ferruccio Gasparetto     | 30 aprile 1945 | 12 agosto 1945 | Partito Socialista Italiano |
| 2  |    | Marino Clodoveo Veronese | 13 agosto 1945 | dicembre 1945  | Partito Socialista Italiano |
| -  |    | Ferruccio Gasparetto     | dicembre 1945  | 8 aprile 1946  | Partito Socialista Italiano |

## Repubblica Italiana (dal 1946)
| N°                                                   | N°                                                | Nome                                              | Mandato                                           | Mandato                                           | Partito                                           | Elezione                                          |                                                   |                                                   |
| N°                                                   | N°                                                | Nome                                              | Inizio                                            | Fine                                              | Partito                                           | Elezione                                          |                                                   |                                                   |
| Sindaci eletti dal Consiglio comunale (1946-1994)    | Sindaci eletti dal Consiglio comunale (1946-1994) | Sindaci eletti dal Consiglio comunale (1946-1994) | Sindaci eletti dal Consiglio comunale (1946-1994) | Sindaci eletti dal Consiglio comunale (1946-1994) | Sindaci eletti dal Consiglio comunale (1946-1994) | Sindaci eletti dal Consiglio comunale (1946-1994) | Sindaci eletti dal Consiglio comunale (1946-1994) | Sindaci eletti dal Consiglio comunale (1946-1994) |
| ---------------------------------------------------- | ------------------------------------------------- | ------------------------------------------------- | ------------------------------------------------- | ------------------------------------------------- | ------------------------------------------------- | ------------------------------------------------- | ------------------------------------------------- | ------------------------------------------------- |
| -                                                    |                                                   | Marino Clodoveo Veronese                          | 8 aprile 1946                                     | 2 settembre 1946                                  | Partito Socialista Italiano                       |                                                   |                                                   |                                                   |
| 3                                                    |                                                   | Sante Ugo Ghirardini                              | 9 settembre 1946                                  | 29 dicembre 1947                                  | Partito Socialista Italiano                       |                                                   |                                                   |                                                   |
| 4                                                    |                                                   | Antonio Celeghin                                  | febbraio 1948                                     | 6 novembre 1960                                   | Partito Comunista Italiano                        |                                                   |                                                   |                                                   |
| 5                                                    |                                                   | Giovanni De Poli                                  | 7 novembre 1960                                   | dicembre 1964                                     | Democrazia Cristiana                              |                                                   |                                                   |                                                   |
| 6                                                    |                                                   | Giacomo Gabriele                                  | dicembre 1964                                     | 11 agosto 1967                                    | Democrazia Cristiana                              |                                                   |                                                   |                                                   |
| 7                                                    |                                                   | Silvio Tasso                                      | 14 ottobre 1967                                   | 29 luglio 1975                                    | Democrazia Cristiana                              |                                                   |                                                   |                                                   |
| 8                                                    |                                                   | Stefano Casari                                    | 29 luglio 1975                                    | giugno 1979                                       | Democrazia Cristiana                              |                                                   |                                                   |                                                   |
| 9                                                    |                                                   | Paolo Giovanni Sicchiero                          | giugno 1979                                       | 10 giugno 1980                                    | Democrazia Cristiana                              |                                                   |                                                   |                                                   |
| 10                                                   |                                                   | Loretta Marsilio                                  | 10 giugno 1980                                    | 23 ottobre 1982                                   | Partito Indipendente                              |                                                   |                                                   |                                                   |
| 11                                                   |                                                   | Libero Gasparetto                                 | 28 ottobre 1982                                   | 10 febbraio 1993                                  | Partito Socialista Democratico Italiano           |                                                   |                                                   |                                                   |
| 12                                                   |                                                   | Corrado Bolognesi                                 | 25 marzo 1993                                     | 14 febbraio 1994                                  | Partito Socialista Democratico Italiano           |                                                   |                                                   |                                                   |
| Sindaci eletti direttamente dai cittadini (dal 1994) |                                                   |                                                   |                                                   |                                                   |                                                   |                                                   |                                                   |                                                   |
| 13                                                   |                                                   | Tiziana Michela Virgili                           | 12 giugno 1994                                    | 25 maggio 2002                                    | L.c. Eterogenea                                   | 1994                                              |                                                   |                                                   |
| 13                                                   | 1998                                              | Tiziana Michela Virgili                           | 12 giugno 1994                                    | 25 maggio 2002                                    | L.c. Eterogenea                                   |                                                   |                                                   |                                                   |
| 14                                                   |                                                   | Riccardo Resini                                   | 25 maggio 2002                                    | 7 maggio 2012                                     | Lista civica                                      | 2002                                              |                                                   |                                                   |
| 14                                                   | 2007                                              | Riccardo Resini                                   | 25 maggio 2002                                    | 7 maggio 2012                                     | Lista civica                                      |                                                   |                                                   |                                                   |
| -                                                    |                                                   | Tiziana Michela Virgili                           | 7 maggio 2012                                     | 12 giugno 2017                                    | L.c. Tutti per Fratta                             | 2012                                              |                                                   |                                                   |
| 15                                                   |                                                   | Giuseppe Tasso                                    | 12 giugno 2017                                    | in carica                                         | L.c. Fratta 2.0                                   | 2017                                              |                                                   |                                                   |
| 15                                                   | 2022                                              | Giuseppe Tasso                                    | 12 giugno 2017                                    | in carica                                         | L.c. Fratta 2.0                                   |                                                   |                                                   |                                                   |